# 왕저드
왕저드(Meriones rex)는 쥐과 메리오네스속에 속하는 설치류의 일종이다. 사우디아라비아와 예멘에서 발견된다.

## 분포 및 서식지
아라비아반도 남서부 사우디아라비아와 예멘에서 발견된다. 해발 1,350m와 2,200m 사이의 산악 지대에서 서식한다. 건조 서식지에서 주로 서식하지만 농경지에서 발견되기도 한다.